# Bitwa o Pork Chop Hill
Bitwa o Pork Chop Hill – dwie batalie toczone od 16 kwietnia do 10 lipca 1953 roku między siłami ONZ a Chińskimi Ochotnikami Ludowymi i Koreańską Armią Ludową o wzgórze Pork Chop w powiecie Yeoncheon-gun. Bitwa toczyła się w momencie trwania negocjacji o zawieszeniu broni między zwaśnionymi stronami konfliktu koreańskiego.
W Stanach Zjednoczonych bitwa wzbudziła duże kontrowersje z powodu dużych strat oraz znikomego znaczenia strategicznego bitwy.

## Historia

### Podłoże
Latem 1951 roku doszło do impasu w walkach w Korei – obie strony okopały się na froncie, a całokształt walk zaczął przypominać wojnę pozycyjną.
W marcu 1953 roku Chińczycy zajęli wzgórze Old Baldy. Dowództwo ONZ podjęło decyzję, że nie będzie narażać żołnierzy w walce o pozycję bez strategicznego znaczenia, chociaż w przypadku Chin takowy sukces dawał im przewagę polityczną. Sąsiednie wzgórze Pork Chop, również o znikomym znaczeniu strategicznym, jednakże obsadzone przez 96 żołnierzy 7 Dywizji Piechoty, było narażone na atak.

### Pierwsza bitwa o wzgórze (16–18 kwietnia)
Chińczycy zaatakowali w nocy 16 kwietnia 1953 roku. Przerwane zostały połączenia telefoniczne oraz radiowe, toteż amerykański dowódca musiał wzywać wsparcie artyleryjskie za pomocą flar sygnałowych. Większość wzgórza została szybko opanowana siłami batalionu 201 pułku Chińskich Ochotników Ludowych, jednakże niedobitki Amerykanów stawiały opór w odizolowanych bunkrach. Po kilku godzinach posiłki Amerykanów podjęły próbę odzyskania wzgórza – konieczne było przywrócenie wiarygodności ONZ w rokowaniach pokojowych. Do świtu dwie kompanie amerykańskiej 40 Dywizji Piechoty odbiły część umocnień, ale kosztem dużych strat, więc pilnie potrzebowały uzupełnień. Do 18 kwietnia obie strony toczyły de facto wojnę pozycyjną, rzucając co jakiś czas na wrogą pozycję nowe oddziały. Na wzgórze wystrzelono masę pocisków artyleryjskich. 18 kwietnia 1953 roku Chińczycy wycofali się z Pork Chop.

### Druga bitwa o wzgórze (6–10 lipca)
7 Dywizja Piechoty odbudowała swoje pozycje na wzgórzu w maju i czerwcu 1953 roku.
6 lipca, używając identycznego schematu jak w kwietniowej batalii, Chińczycy ponownie najechali wzgórze. Do obrony Pork Chop pozostała jedynie kompania A 17 Dywizji Piechoty pod komendą oficera Altona Jr. McElfresha. Kompania B, stacjonująca na sąsiednim wzgórzu 200, otrzymała rozkaz natychmiastowej pomocy zaatakowanym kolegom. Do pomocy sztab dywizji rzucił jeszcze kompanię C. Walka toczyła się w skrajnie niekorzystnych warunkach dla obu stron – przez pierwsze trzy dni walczącym towarzyszył silny deszcz monsunowy. Walka charakteryzowała się szerokim użyciem transporterów opancerzonych.
Chociaż wzgórze nie miało większego znaczenia dla obu stron, zwycięstwo okazało się sprawą prestiżu i dlatego walki trwały aż do 10 lipca. Wtedy Amerykanie uznali, że koszt utrzymania pozycji przewyższa polityczną cenę utrzymania go, i wycofali się.